# Schneidengruppe
Die Schneidengruppe (norwegisch Johnsonhorna, englisch Johnson Peaks) ist eine Gruppe abgelegener Berge im ostantarktischen Königin-Maud-Land. Sie ragen am nördlichen Ende der Mittleren Petermannkette im Wohlthatmassiv auf.
Entdeckt wurde die Gruppe bei der Deutschen Antarktischen Expedition 1938/39 unter der Leitung des Polarforschers Alfred Ritscher. Die Kartierung anhand eigener Vermessungen und Luftaufnahmen nahmen Teilnehmer der Dritten Norwegischen Antarktisexpedition (1956–1960) vor. Die deutschsprachige Benennung, die sich deskriptiv an die an Klingen erinnernde Form der Berge anlehnt, geht auf Otto von Gruber zurück. Namensgeber der norwegischen und englischen Benennung ist Rolf Johnson, Koch bei der norwegischen Expedition.